# Conny Torstensson
Conny Torstensson, né à Lofta le 28 août 1949, est un footballeur suédois des années 1970.

## Biographie
En tant qu'attaquant, Conny Torstensson fut international suédois à 40 reprises (1972-1979) pour 7 buts.
Il participa à la Coupe du monde de football de 1974. Il fut titulaire contre la Bulgarie, ne joua pas contre les Pays-Bas, fut remplaçant contre l'Uruguay, titulaire contre la Pologne, contre la RFA et la Yougoslavie, où il inscrit un but à la 85e minute. La Suède est éliminée au second tour.
Il participa aussi à la Coupe du monde de football de 1978. Il ne joua qu'un seul match, en tant que remplaçant, contre l'Autriche. La Suède est éliminée au premier tour.
Il commença sa carrière en Suède avec Åtvidabergs FF. Il remporta deux championnats suédois (1972 et 1973), ainsi que deux coups de Suède (1970 et 1971).
Il fut transféré au Bayern Munich. Pendant quatre saisons (1973-1977), il remporta une Bundesliga (1974), trois Ligue des Champions (1974, 1975 et 1976), une supercoupe de l'UEFA (1976) et une coupe intercontinentale la même année.
Il joua une saison en Suisse au FC Zurich, sans rien remporter.
Il retourne en Suède, dans son ancien club, Åtvidabergs FF. Il fut finaliste de la Coupe de Suède en 1979.

## Clubs
- 1969-1973 :  Åtvidabergs FF
- 1973-1977 :  Bayern Munich
- 1977-1978 :  FC Zurich
- 1978-1980 :  Åtvidabergs FF

## Palmarès
- Championnat de Suède de football

- - Champion en 1972 et en 1973
  - Vice-champion en 1970 et en 1971
- Coupe de Suède de football
  - Vainqueur en 1970 et en 1971
  - Finaliste en 1973 et en 1979
- Championnat d'Allemagne de football
  - Champion en 1974
- Coupe intercontinentale
  - Vainqueur en 1976
- Ligue des champions de l'UEFA
  - Vainqueur en 1974, en 1975 et en 1976
- Supercoupe de l'UEFA
  - Vainqueur en 1976
  - Finaliste en 1975